# Liste der Ordensniederlassungen in der Diözese Graz-Seckau

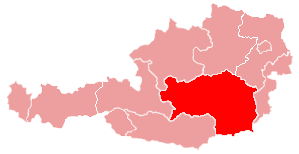

Eine Liste von Ordensniederlassungen (Ordensgemeinschaften, Kongregationen sowie Säkularinstituten und Spirituelle Bewegungen) in der römisch-katholischen Diözese Graz-Seckau.

## Männer-Orden
In der Steiermark haben 14 Männer-Orden Niederlassungen (Stand: Februar 2024).
| Orden                                                   | Kürzel  | Niederlassung                                | Adresse, Koordinaten                                          | Seit     | Bild | Quelle |
| ------------------------------------------------------- | ------- | -------------------------------------------- | ------------------------------------------------------------- | -------- | ---- | ------ |
| Augustiner-Chorherren                                   | CRSA    | Stift Vorau                                  | Vorau 1, 8250 Vorau (Lage)                                    | 1163     |      | [ 2 ]  |
| Barmherzige Brüder                                      | OH      | Kloster in Graz                              | Marschallgasse 12, 8020 Graz (Lage)                           | 1615     |      | [ 3 ]  |
| Barmherzige Brüder                                      | OH      | Kloster in Eggenberg                         | Bergstraße 27, 8020 Graz (Lage)                               | 1864     |      | [ 3 ]  |
| Barmherzige Brüder                                      | OH      | Kloster in Kainbach                          | Johannes von Gott-Straße 12, 8047 Kainbach bei Graz (Lage)    | 1875     |      | [ 3 ]  |
| Benediktiner Beuroner Benediktinerkongregation          | OSB     | Abtei Seckau                                 | Marienplatz 1, 8732 Seckau (Lage)                             | 1883     |      | [ 4 ]  |
| Benediktiner Österreichische Benediktinerkongregation   | OSB     | Abtei Admont                                 | Admont 1, 8911 Admont (Lage)                                  | 1074     |      | [ 4 ]  |
| Benediktiner Österreichische Benediktinerkongregation   | OSB     | Abtei St. Lambrecht                          | Hauptstraße 1, 8813 Sankt Lambrecht (Lage)                    | vor 1076 |      | [ 4 ]  |
| Benediktiner Österreichische Benediktinerkongregation   | OSB     | Superiorat Mariazell der Abtei St. Lambrecht | Benedictus-Platz 1, 8630 Mariazell (Lage)                     | 1157     |      | [ 4 ]  |
| Comboni-Missionare                                      | MCCJ    | Missionshaus Messendorf                      | Autaler Straße 1, 8042 Graz (Lage)                            | 1908     |      | ,      |
| Franziskaner                                            | OFM     | Kloster in Graz                              | Franziskanerplatz 14, 8010 Graz (Lage)                        | 1515     |      | [ 7 ]  |
| Franziskaner                                            | OFM     | Kloster in Maria Lankowitz                   | Franziskanerplatz 1, 8591 Maria Lankowitz (Lage)              | 1455     |      | [ 7 ]  |
| Jesuiten                                                | SJ      | Jesuitenkommunität Graz                      | Zinzendorfgasse 3, 8010 Graz (Lage)                           | 2007     |      | [ 8 ]  |
| Kalasantiner                                            | COp     | Kolleg Deutsch Goritz                        | Deutsch Goritz 25, 8483 Deutsch Goritz (Lage)                 | 1902     |      | [ 9 ]  |
| Kapuziner                                               | OFMCap  | Kloster in Irdning                           | Falkenburg Klostergasse 1, 8952 Irdning-Donnersbachtal (Lage) | 1711     |      | [ 10 ] |
| Kapuziner                                               | OFMCap  | Kloster in Leibnitz                          | Hauptplatz 39, 8430 Leibnitz (Lage)                           | 1634     |      | [ 10 ] |
| Kapuziner                                               | OFMCap  | Maria Fieberbründl (Rektorat)                | Kaibing 55, 8222 Feistritztal (Lage)                          | 1953     |      | [ 10 ] |
| Karmeliten                                              | OCD     | Kloster Maria Schnee in Graz                 | Grabenstraße 144, 8010 Graz (Lage)                            | 1844     |      | [ 11 ] |
| Minoriten                                               | OFMConv | Kloster Mariahilf in Graz                    | Mariahilferplatz 3, 8020 Graz (Lage)                          | 1515     |      | [ 12 ] |
| Pallottiner                                             | SAC     | Haus der Stille                              | Friedensplatz 1, 8081 Heiligenkreuz am Waasen (Lage)          | 2017     |      | [ 13 ] |
| Lazaristen                                              | CM      | Zentralhaus Graz                             | Mariengasse 16, 8020 Graz (Lage)                              | 1939     |      | [ 14 ] |
| Lazaristen                                              | CM      | Missionshaus St. Vinzenz                     | Vinzenzgasse 42, 8020 Graz (Lage)                             | 1892     |      | [ 14 ] |
| Lazaristen                                              | CM      | Institut St. Justinus                        | Postfach 53, 8630 Mariazell                                   | 1996     |      | [ 14 ] |
| Schulbrüder                                             | FSC     | Niederlassung Laubegg                        | Laubegg 1, 8413 Ragnitz (Lage)                                | 1934     |      | [ 15 ] |
| Zisterzienser Österreichische Zisterzienserkongregation | OCist   | Abtei Rein                                   | Rein 1, 8103 Gratwein-Straßengel (Lage)                       | 1129     |      | [ 16 ] |

## Frauen-Orden
In der Steiermark haben 16 Frauen-Orden Niederlassungen (Stand: Februar 2024).
| Orden                                            | Kürzel | Niederlassung                                                          | Adresse, Koordinaten                                      | Seit | Bild | Quelle        |
| ------------------------------------------------ | ------ | ---------------------------------------------------------------------- | --------------------------------------------------------- | ---- | ---- | ------------- |
| Barmherzige Schwestern vom hl. Vinzenz von Paul  | FdC    | Provinzialat und Provinzhaus Graz mit Exerzitienhaus                   | Mariengasse 12, 8020 Graz (Lage)                          | 1841 |      | [ 17 ]        |
| Barmherzige Schwestern vom hl. Vinzenz von Paul  | FdC    | Maria Rast in Dult                                                     | Dultstraße 52, 8101 Gratkorn (Lage)                       |      |      | [ 17 ] [ 18 ] |
| Barmherzige Schwestern vom hl. Vinzenz von Paul  | FdC    | Private Mittelschule in Dobl                                           | Oberberg 3, 8143 Dobl-Zwaring (Lage)                      | 1959 |      | [ 17 ] [ 19 ] |
| Barmherzige Schwestern vom hl. Vinzenz von Paul  | FdC    | Seelsorgeraum Kaiserwald (Pfarrarbeit)                                 |                                                           |      |      | [ 20 ]        |
| Benediktinerinnen des unbefleckten Herzens Mariä | OSB    | Stift Admont                                                           | Admont 1, 8911 Admont (Lage)                              |      |      | [ 21 ] [ 22 ] |
| Benediktinerinnen von der Heiligen Lioba         | OSB    | Kloster St. Gabriel                                                    | Sankt Johann bei Herberstein 7A, 8222 Feistritztal (Lage) | 2008 |      | [ 23 ] [ 24 ] |
| Dienerinnen Christi – Služavke Kristove          |        | Noviziatshaus Ulrichsbrunn                                             | Ulrichsweg 18, 8045 Graz (Lage)                           | 1974 |      | [ 25 ]        |
| Dominikanerinnen                                 | OP     | Konvent Graz                                                           | Elisabethinergasse 14/1, 8020 Graz (Lage)                 | 1996 |      | [ 26 ]        |
| Elisabethinen                                    | OSE    | Konvent Graz                                                           | Elisabethinergasse 14, 8020 Graz (Lage)                   | 1690 |      | [ 27 ]        |
| Grazer Schulschwestern                           | FIC    | Provinzialat der Österreichischen Provinz                              | Kaiser-Franz-Josef-Kai 16, 8010 Graz (Lage)               | 1900 |      | [ 28 ]        |
| Grazer Schulschwestern                           | FIC    | Niederlassung in Markt Hartmannsdorf                                   | Schloßbergstraße 10, 8311 Markt Hartmannsdorf (Lage)      |      |      | [ 28 ]        |
| Grazer Schulschwestern                           | FIC    | Gästehaus Marienheim                                                   | Pater Heinrich Abel-Platz 3/1, 8630 Mariazell (Lage)      |      |      | [ 28 ] [ 29 ] |
| Grazer Schulschwestern                           | FIC    | Mutterhaus Graz-Eggenberg mit Schulzentrum                             | Georgigasse 84, 8020 Graz (Lage)                          | 1843 |      | [ 28 ]        |
| Grazer Schulschwestern                           | FIC    | Seggau (Haushalt im Bildungshaus)                                      | Seggauberg 1, 8430 Leibnitz (Lage)                        |      |      | [ 28 ]        |
| Grazer Schulschwestern                           | FIC    | Kindergarten und Privat-Volksschule Sr. Klare Fietz                    | Kaiser-Franz-Josef Kai 18, 8010 Graz (Lage)               |      |      | [ 30 ] [ 31 ] |
| Grazer Schulschwestern                           | FIC    | Kindergarten Feldbach                                                  | Klostergasse 2, 8330 Feldbach (Lage)                      |      |      | [ 32 ]        |
| Karmelitinnen                                    | OCD    | Hl. Kreuz-Karmel in Bärnbach                                           | Heiliger Berg 1, 8572 Bärnbach (Lage)                     | 1976 |      | [ 33 ]        |
| Karmelitinnen                                    | OCD    | Herz-Marien-Karmel Mariazell                                           | Karmelweg 1, 8630 Mariazell (Lage)                        | 1956 |      | [ 33 ]        |
| Karmelitinnen                                    | OCD    | Konvent St. Josef in Graz                                              | Grabenstraße 114, 8010 Graz(Lage)                         | 1829 |      | [ 33 ]        |
| Kleine Schwestern Jesu                           |        | Gemeinschaft Graz                                                      | Untere Bahnstraße 44/1, 8010 Graz (Lage)                  | 2019 |      | [ 34 ]        |
| Kongregation der Helferinnen                     | SA     | Gemeinschaft in Graz (Pfarr- und Studentenseelsorge, Exerzitienarbeit) | Robert-Stolz-Gasse 7, 8010 Graz (Lage)                    |      |      | [ 35 ]        |
| Kreuzschwestern                                  | SCSC   | Annaheim                                                               | Riesstraße 24, 8010 Graz (Lage)                           |      |      | [ 36 ]        |
| Kreuzschwestern                                  | SCSC   | San Damiano                                                            | Bürgergasse 2, 8010 Graz (Lage)                           |      |      | [ 36 ]        |
| Kreuzschwestern                                  | SCSC   | St. Josefsheim                                                         | Selenz 10, 8103 Gratwein-Straßengel (Lage)                |      |      | [ 36 ]        |
| Kreuzschwestern                                  | SCSC   | Kloster Graz                                                           | Kreuzgasse 34, 8010 Graz (Lage)                           |      |      | [ 36 ]        |
| Kreuzschwestern                                  | SCSC   | St. Theresia                                                           | Kreuzgasse 34, 8010 Graz (Lage)                           |      |      | [ 36 ]        |
| Sacré-Coeur                                      | RSCJ   | Sacré Coeur Graz                                                       | Schörgelgasse 58, 8010 Graz (Lage)                        | 1846 |      | [ 37 ]        |
| Salvatorianerinnen                               | SDS    | Betreutes Wohnen Mariazell                                             | Abt-Severin-Gasse 7/1, 8630 Mariazell (Lage)              |      |      | [ 38 ]        |
| Salvatorianerinnen                               | SDS    | Pfarre Kalwang                                                         | Bachgasse 10, 8775 Kalwang (Lage)                         |      |      | [ 38 ]        |
| Sisters of Charity                               |        | Konvent Graz                                                           | Marschallgasse 12, 8020 Graz (Lage)                       |      |      | [ 39 ]        |
| Ursulinen                                        | OSU    | Konvent Graz                                                           | Leonhardstraße 62–64, 8010 Graz (Lage)                    | 1900 |      | [ 40 ]        |

- Vorauer Schwestern (Kongregation der Schwestern der Unbefleckten Empfängnis in Vorau) (CCIM): Marien-Krankenhaus Vorau[41]

## Gemeinschaften
In der Steiermark haben fünf Gemeinschaften Niederlassungen (Stand: Februar 2024).
- Werk der Frohbotschaft Batschuns (Säkularinstitut): o.A.[42]
- Gemeinschaft Unserer Lieben Frau vom Wege: Gruppe Graz
- Gemeinschaft Maria, Königin des Friedens: Haus Maria Fatima Trössing
- Ritterorden vom Heiligen Grab zu Jerusalem : Komturei Graz[43]
- Souveräner Malteser Ritter-Orden: Delegation Steiermark

## Ehemalige Niederlassungen
(unvollständige Sammlung, speziell Graz siehe →Stadtkirche Graz; Sortierung wie oben; die hier unverlinkten sind heute noch in der Diözese ansässig)

### Ehemalige Niederlassungen der Frauen-Orden
| Orden                                            | Kürzel | Niederlassung                                       | Adresse, Koordinaten                                                    | Zeitraum  | Bild | Quelle |
| ------------------------------------------------ | ------ | --------------------------------------------------- | ----------------------------------------------------------------------- | --------- | ---- | ------ |
| Barmherzige Schwestern vom hl. Vinzenz von Paul  | FdC    | Internat Luisenheim Graz-St. Leonhard               | Odilienweg 10–12, 8010 Graz (Lage)                                      |           |      | [ 44 ] |
| Barmherzige Schwestern vom hl. Vinzenz von Paul  | FdC    | Pfarre St. Margarethen an der Raab (Pfarrbetreuung) | St. Margarethen an der Raab 42, 8321 St. Margarethen an der Raab (Lage) | -2016     |      | [ 45 ] |
| Benediktinerinnen des unbefleckten Herzens Mariä | OSB    | Abtei Bertholdstein                                 | Pertlstein 50, 8350 Fehring (Lage)                                      | 1920–2008 |      | [ 24 ] |

- Serviten OSM: im heutigen Franziskanerkloster Frohnleiten
- Dominikanerinnen OP: Kloster des hl. Rosenkranzes Gleisdorf 1882–1996 (heute Kulturzentrum, übers. zu den Dominikanern Graz-Münzgraben 4., dort bis 2012)[46]
- Ursulinen OSU (Röm. Kongregation): Kommunität Maria Morgenstern Leoben, Provinzialat bis 2005[47] (seither Wien)[48]
- Kapuziner (OFMCap): Kloster in Hartberg
- Franziskaner (OFM): Haus der Stille Sankt Ulrich am Waasen, Kloster in Frohnleiten
- Dominikaner (OP): Konvent zum Unbefleckten Herzen Mariens Graz (Graz-Münzgraben)
- Kongregation vom Oratorium des heiligen Philipp Neri (CO): Kloster in Hartberg
- Salvatorianer (SDS): Salvatorkolleg Graz
- Salesianer (SDB): Niederlassung in Graz-Hl. Johannes Bosco
- Gesellschaft des Göttlichen Wortes (Steyler Missionare) (SVD): Steyler Missionare im Distrikt Graz[49]
- Kreuzschwestern (Barmherzige Schwestern vom hl. Kreuz) (SCSC): Schwesternwohngemeinschaft St. Antonius Graz-Geidorf, Josefinum Bad Aussee, Pius-Institut Bruck an der Mur, Pfarrhof Kainach bei Voitsberg
- Schwestern vom Göttlichen Erlöser (SDR): Krankenpflege am Krankenhaus der Barmherzigen Brüder Eggenberg
- Schwestern Unserer Lieben Frau von China (OLC): Niederlassung Graz[50]
- Missionsschwestern vom Kostbaren Blut (CPS): am Bischofhof Graz
- Gute Hirtinnen (RGS): Kloster vom Guten Hirten